# Drew Gitlin
Drew Gitlin (n, 26 de mayo de 1958 en Los Ángeles, Estados Unidos) es un jugador de tenis americano. En su carrera ha conquistado 3 torneos ATP y su mejor posición en el ranking de individuales fue Nº88 en enero de 1983 y en el de dobles fue Nº49 en abril de 1985.